# Sandra Kalniete
Sandra Kalniete (Oblast' di Tomsk, 22 dicembre 1952) è una politica lettone, già commissario europeo nel 2004, ministro degli esteri del proprio paese dal 2002 al 2004 e attualmente europarlamentare.
In precedenza ha anche ricoperto la carica di ambasciatore presso le Nazioni Unite (1993-97), in Francia (1997-2000) e all'UNESCO (2000-2002).

## Biografia

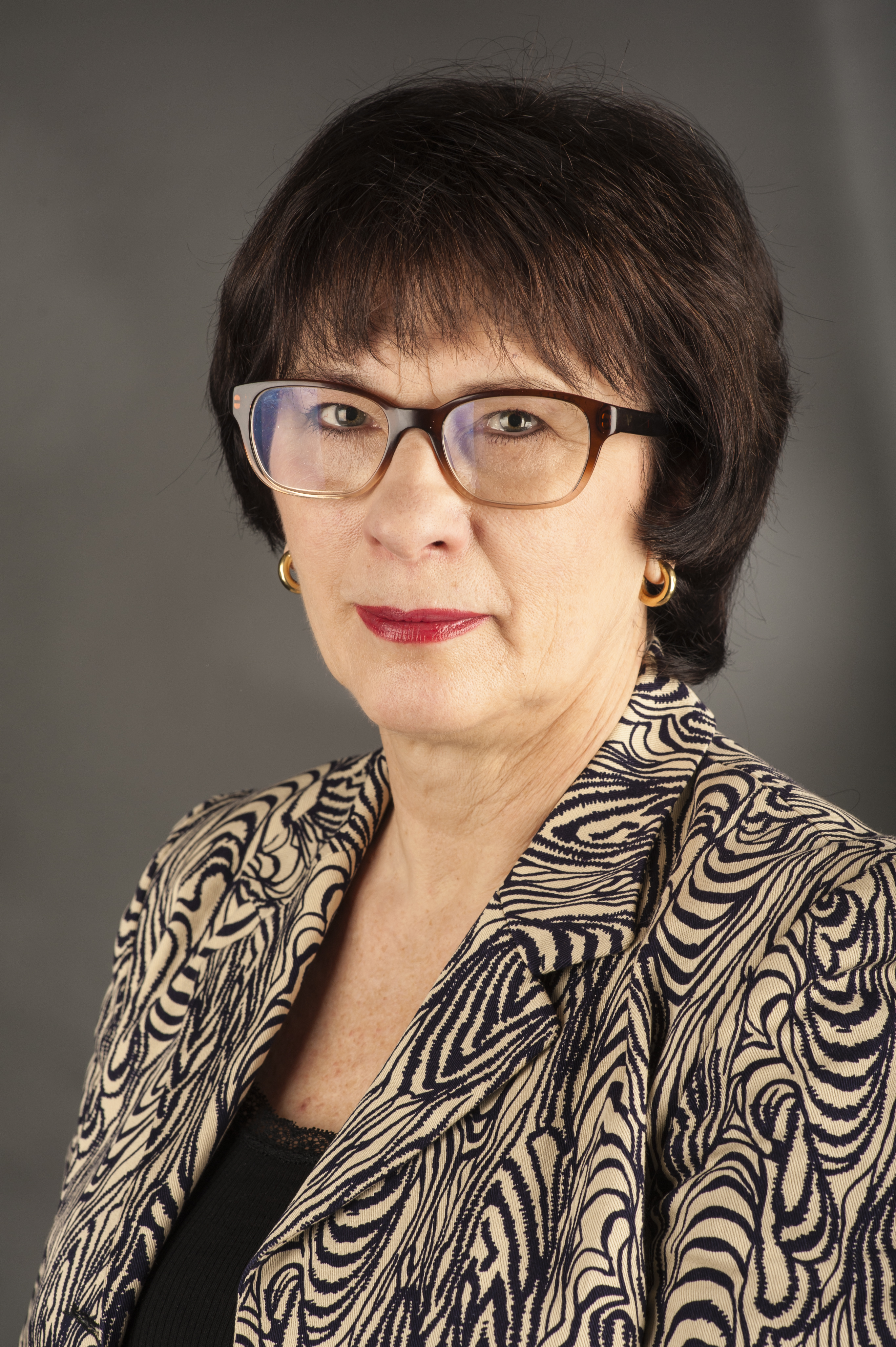
Sandra Kalniete nel 2014

Nata a Togur, distretto di Kolpashevsky, Oblast 'di Tomsk, Siberia, Russia, dove la sua famiglia era stata deportata dalla Lettonia, ad opera della polizia segreta sovietica, durante l'occupazione del suo paese da parte dell'Unione Sovietica durante Joseph Stalin. La madre, Ligita Kalniete (nata Dreifelde, 1926-2006), fu deportata per la prima volta insieme a sua madre e suo padre nel 1941 , dopo di che Ligita tornò nel 1948 per poi essere deportata di nuovo nel 1949.  Anche suo padre, Aivars Kalnietis (nato nel 1931), fu deportato insieme a sua madre nel 1949. Sandra vide il suo paese natale solo quando aveva cinque anni, allorché alla famiglia fu permesso di tornare a casa nel 1957.
Ha studiato arte presso l'Accademia d'arte lettone dal 1977 al 1981 e ha lavorato come storica dell'arte, pubblicando un libro, Lettvian Textile Art, nel 1989. È entrata in politica nel 1988, durante il movimento per l'indipendenza della Lettonia, ed è stata vicepresidente e uno dei fondatori del Fronte popolare lettone, la principale organizzazione politica a favore dell'indipendenza.  Kalniete si è laureata presso il Dipartimento di Storia e Teoria dell'Arte presso l'Accademia d'arte della Lettonia (1981), l'Istituto di studi internazionali dell'Università di Leeds (1992), l'Istituto di studi internazionali dell'Università di Ginevra (1995), e ha conseguito un Master of Arts presso l'Accademia d'arte della Lettonia (1996).
Dopo che la Lettonia ha dichiarato l'indipendenza, Kalniete ha lavorato presso il Ministero degli affari esteri lettone: ambasciatore della Lettonia presso le Nazioni Unite (dal 1993 al 1997), in Francia (dal 1997 al 2000) e all'UNESCO (dal 2000 al 2002) e ministro dal 2002 al 2004.

## Opere
- Latviešu tekstilmāksla (Lettvian Textile Art), 1989
- Es lauzu, tu lauzi, mēs lauzām.  Viņi lūza (I Broke, You Broke, We Broke. They Fell Apart), sul movimento per l'indipendenza della Lettonia, 2000
- Ar balles kurpēm Sibīrijas sniegos (With Dancing Shoes in Siberian Snows), sulla deportazione della sua famiglia in Siberia durante l'era Joseph Stalin e gli sforzi della sua famiglia per tornare nel paese d'origine, pubblicato per la prima volta nel 2001, tradotto in più di dieci lingue. In italiano:  Scarpette da ballo nelle nevi della Siberia. traduzione di G. Weiss,  Milano, Libri Scheiwiller, 2005.   ISBN 88-7644-445-9
- Prjaņiks. Debesmannā. Tiramisū.  (Pan di zenzero. Dolce porridge. Tiramisù), Riga, Zelta Grauds, 2012